# Bertil Freyschuss
Bertil Einar Freyschuss, född 24 maj 1929 i Johannes församling, Stockholm, död 15 februari 2001 i Västerleds församling, Stockholm, var en svensk jurist.
Freyschuss avlade juris kandidatexamen i Stockholm 1953 och gjorde tingstjänstgöring 1953–1956. Han utnämndes till fiskal i Svea hovrätt 1956, var assessor i Stockholms rådhusrätt 1957–1970, blev revisionssekreterare 1971, var rådman i Stockholms tingsrätt 1971–1979 och utsågs 1980 till chefsrådman i samma domstol. Freyschuss var justitieråd i Högsta domstolen 1984–1996. Han är begravd på Bromma kyrkogård.